# Jahcoustix
Jahcoustix (Bonn, 4 de octubre de 1978) es un músico de reggae alemán.

## Vida
Hijo de un diplomático alemán, vivió en México, Liberia, Nueva York, Kenia y Egipto, hasta que en 1998 se trasladó a Múnich, donde comenzó a tocar con unos amigos una mezcla de reggae y jazz.
Después de la disolución del proyecto, se incorporó a las bandas Headcornerstone y Dubious Neighbourhood como cantante secundario. Desde el año 2001 es el cantante de Dubious Neighbourhood y toca sus propias canciones con esta banda. En los años 2003 y 2004 Jahcoustix estuvo de gira con Mellow Mark y Patrice y en 2003 publicó su primer álbum en solitario Colourblind. En marzo de 2009, la banda Dubious Neighbourhood se disolvió. Jahcoustix está trabajando otra vez en un álbum en solitario.
Jahcoustix o sus bandas han actuado como teloneros de los siguientes artistas: UB40, Israel Vibration, Toots & the Maytals, Gregory Isaacs, Culture, U-Roy, Macka B, Capleton, India.Arie, Gentleman, Söhne Mannheims, Patrice, Mellow Mark, Abyssinians, Martin Jondo, Jamaram.

## Discografía

### Con Dubios Neighbourhood
- Souljahstice (2003)
- Grounded (2006)

### En solitario
- Colourblind (2004), Virgin Records

### Con The Outsideplayers
- Jahcoustix & The Outsideplayers (2008)

### Con Yard Vibes Crew
- Crossroads (2010)
- Frequency (2013)
- Frequency Acoustic (2014)

### Singles
- Uprise & Shine (2003)
- Searching For The Truth (2004)
- True To Yourself (2011)
- World Citizen feat. Shaggy (2012)
- Another Day (2012)